# جیمز سنسنبرنر
جیمز سنسنبرننر (به انگلیسی: James Sensenbrenner) نمایندهٔ حوزه انتخابیه پنجم ویسکانسین از حزب جمهوری‌خواه ایالات متحده آمریکا در مجلس نمایندگان ایالات متحده آمریکا است که برای نخستین‌بار در ۳ ژانویه ۱۹۷۹ میلادی به‌عضویت این مجلس درآمد.